# Вікторія Роспорт
«Вікторія» Роспорт (люксемб. Football Club Victoria Rosport) — люксембурзький футбольний клуб з комуни Роспор.
Основні кольори клубу червоно-білі. Домашні матчі проводить на стадіоні «Вікторі Арена», який вміщує 2 500 глядацьких місць.

## Історія клубу
«Вікторія» Роспорт була заснована 1 жовтня 1928 року. 1930 року клуб був прийнятий до Федерації футболу Люксембургу, і взяв участь у першому дивізіоні.

## Досягнення
У сезоні 2005/06 клуб вперше взяв участь в Єврокубках: за сумою двох матчів у кубку Інтертото «Вікторія» поступилася «Гетеборгу» 2:5 (1:2, 1:3).
2007/08 — «Вікторія» фіналіст кубку Люксембургу.